# Johann Friedrich Ludwig Sievers
Johann Friedrich Ludwig Sievers (* 26. Januar 1742 in Oegle bei Hannover; † 28. Juni 1806 in Magdeburg) war ein deutscher Organist und Komponist.
Von 1771 bis 1776 war Sievers Organist an der Andreaskirche in Braunschweig. Am 22. September 1776 erfolgte seine Bestallung zum Magdeburger Domorganisten.
Ab 1780 veranstaltete Sievers im „Roten Saal“ des Klosters „Unser Lieben Frauen“ Magdeburg eine eigene öffentliche Konzertreihe, in der Magdeburger Musikliebhaber, gelegentlich auch auswärtige Virtuosen musizierten.
Er trat als Komponist vor allem mit Kammer- und Kirchenmusik an die Öffentlichkeit.
Seine Klaviersonaten op. 1 fanden in Cramers Magazin der Musik wegen ihrer Brillanz und Modernität Erwähnung. Sievers Nachfolger am Dom wurde 1806 der vormalige Domchoral und Präfekt des Domchores Johann Karl Heinrich Banck.
Eines seiner elf Kinder war der Publizist und Musikästhetiker Georg Ludwig Peter Sievers.

## Werke
- Lieder für Singstimme und Klavier, z. B. Oden und Lieder aus der Geschichte des Siegwart, 1779
- Trois Sonates pour le Clavecin op. 1, 1782
- Sinfonie für Klavier, zwei Violinen, zwei Flöten, zwei Hörner (nicht erhalten)